# La corporación
La corporación (The Corporation) o Corporaciones. ¿Instituciones o psicópatas? (en España), es un documental canadiense de 2003 dirigido por Jennifer Abbott, Mark Achbar y Joel Bakan. Dividido en tres partes, el mismo relata el desarrollo histórico de las corporaciones multinacionales modernas, las cuales incrementaron su poder político, económico y social de manera desmedida desde su creación hace 150 años y durante los últimos dos siglos. A partir de la constatación de que las empresas modernas, amparadas por el estatus de personas jurídicas, han ido adquiriendo derechos propios de los seres humanos y las personas físicas, el documental analiza la conducta social de las empresas a través de diversos ejemplos, utilizando los criterios psiquiátricos con los que un profesional evaluaría la conducta y la salud mental de un individuo cualquiera.
El film busca, mediante el análisis de la "personalidad" de la persona jurídica que es la corporación (a partir de los criterios del Manual diagnóstico y estadístico de los trastornos mentales (DSM-IV)), establecer un paralelismo entre la conducta de la corporación moderna con ánimo de lucro y el comportamiento de un psicópata clínicamente diagnosticado; las prácticas corporativas examinadas encajan con los síntomas que el DSM-IV considera definitorios de la psicopatía, atestiguado por el doctor Robert D. Hare, especialista de renombre en el campo de la psicología criminal.

## Argumento
El documental muestra el desarrollo de la sociedad anónima contemporánea, desde una entidad legal que se originó como una institución del gobierno con funciones públicas específicas, hasta el alcance de una institución comercial moderna titulada con la mayoría de los derechos legales de una persona. Un tema es su evaluación como una «personalidad», como resultado de un caso en 1886 en la Corte Suprema de los Estados Unidos en donde una declaración del juez presidente Morrison R. White considera las corporaciones como «personas» con los mismos derechos que los seres humanos, basado en la Decimocuarta Enmienda a la Constitución de los Estados Unidos. La declaración de la película se efectúa a través de los diagnósticos críticos en la DSM-IV; Robert Hare, un profesor de Psicología de la Universidad de Columbia Británica y un consultante para el FBI, comparó el perfil de sociedades anónimas lucrativas contemporáneas al de un psicópata diagnosticado clínicamente. El documental se concentra mayormente en las corporaciones de América del Norte, especialmente las de los Estados Unidos.
La película se divide en secciones explicativas y critica las prácticas empresariales de negocios. Se establece un paralelismo entre la manera sistemática en que se comportan las corporaciones y los síntomas de DSM-IV para la psicopatía. Por ejemplo, desprecio por los sentimientos de otras personas, la incapacidad de mantener las relaciones duraderas, temerario desprecio por la seguridad de los demás, mentir por lucro, la incapacidad de experimentar culpa y la falta de conformidad a las normas sociales y el respeto de la ley.
Entre los tópicos tratados se incluyen el Business Plot (complot de negocios), en el que en 1933 el General Smedley Butler expuso un presunto complot corporativo contra el por aquel entonces Presidente de los EE. UU. de N. A. Franklin Roosevelt; la "Tragedia de los comunes"; la advertencia de Dwight D. Eisenhower al pueblo sobre la amenaza representada para la democracia por el naciente complejo militar-industrial; las externalidades; la supresión de una investigación periodística acerca de la Somatotropina bovina u hormona del crecimiento en la programación de una estación de televisión afiliada a la Fox News; la creación de la gaseosa Fanta por The Coca-Cola Company debido al embargo comercial en Alemania Nazi; el supuesto papel de IBM en el holocausto nazi; la Guerra del Agua de 2000 desencadenada por la privatización del abastecimiento de agua municipal de la ciudad de Cochabamba, Bolivia en favor de la Bechtel Corporation; y temas generales de la responsabilidad social corporativa, la noción de la responsabilidad limitada, la corporación como un psicópata, y la corporación como una persona.

## Resumen

### Parte 1 -Análisis de personalidad-
Persona jurídica con derechos-: Después de la varias definiciones de lo que es o debería ser una corporación o empresa se hace una descripción histórica, en la cual se muestra como al principio una corporación no podía tener propiedades privadas y tenía una misión, capital y tiempo de vida bien determinado. Después de la guerra civil y la revolución industrial las corporaciones se hicieron más poderosas, y exigieron estar resguardadas bajo la enmienda 14 de la constitución de EE. UU. que garantizaba la vida, libertad y propiedad, con el argumento que son una persona jurídica.
Una corporación no actúa de mala fe o malignamente, simplemente cumple con su objetivo primordial -beneficios económicos- de la mejor forma incluso afectando a otras personas tanto físicas como jurídicas. Al igual que cualquier persona, basado en experiencias pasadas, podemos determinar el tipo de organización que es. Muchos países pobres cuyas personas no tienen más que ofrecer que mano de obra barata sienten a las empresas como una bendición ya que con los bajos salarios que pagan logran comprar la comida necesaria para sobrevivir. A cambio de la supervivencia las personas son explotadas pagándoles un % ínfimo del costo del objeto en producción -en el caso de Nike 0,3%-.  Una vez que las personas dejan de estar desesperadas por su supervivencia aumentan los salarios, es entonces cuando las empresas se trasladan a otro país pobre para mantener sus costos de producción bajos. Los gobiernos, para atraer las inversiones extranjeras, implementan incentivos fiscales como zonas francas de libre comercio; y como hay muchos países en la misma situación, cada país se ve obligado a incrementar tales incentivos hasta que los salarios apenas cubren las 3 comidas diarias haciendo poco para mejorar la economía local como se esperaba. 
1. Temerario desprecio por la seguridad de los demás -Petroquímica-  Gracias a la era petroquímica de 1940 las corporaciones podían producir sustancias químicas nunca antes vistas a un coste reducido. A lo largo de la historia se pudo acumular suficiente evidencia para determinar que algunos productos químicos producen cáncer, malformaciones y otros efectos tóxicos.
2. Incapacidad de sentirse culpable -Contaminación-: En la guerra de Vietnam un agente químico producido por Monsanto para deforestar fue rociado sobre miles de civiles vietnamitas y soldados estadounidenses. Los soldados estadounidenses demandaron, recibiendo compensaciones por las enfermedades; pero no se realizó ninguna compensación a los ciudadanos vietnamitas.
3. Incapacidad para ajustarse a las normas sociales relacionadas con el cumplimiento de las leyes -Beneficios económicos incluso violando la ley-: Además de crear en algunos casos agentes tóxicos dañinos las empresas generan desechos tóxicos que son emitidos al medio ambiente y contaminándolo. Aunque las personas que trabajan para la empresa -o sus accionistas- pueden ser buenas personas, el perseguir los beneficios económicos se superpone a los daños que se podrían generar. Incluso si se violan las leyes y se pagan multas millonarias si éstas lograron un mayor beneficio económico las corporaciones no suelen sentirse culpables.

- Diagnóstico -Psicópata-: Luego de analizar todos los síntomas y ajustándolos éstos a las corporaciones no hay duda de que muchas de ellas serían catalogadas como psicópatas.
- Obligaciones monstruosas -Moralidad-: Mientras los seres humanos somos seres con algún tipo de moralidad, las corporaciones que son invenciones legales, no pueden tenerlas. Quienes tienen tales responsabilidades morales son las personas que son parte de las corporaciones, mas no las corporaciones en sí mismas. Pero como el objetivo de las corporaciones es el obtener beneficios económicos las personas muchas veces dejan a un lado su moralidad y actúan en el beneficio de los dueños del negocio. Incluso si se tiene algún tipo de poder en la corporación, éste tenía un límite cuya frontera eran los beneficios económicos.

### Parte 2 -Influencia en el entorno-
- Introducción -Las catástrofes traen oportunidades-: Los atentados del 11 de septiembre de 2001 provocó la subida del oro, los inversionistas que tenían oro lo vendieron hasta en un 200% de ganancia -cuando se reabrieron las bolsas de valores- de igual manera cuando EE. UU. atacó Irak en 1991 el precio del crudo aumentó de 13 dólares a 40 dólares el barril. En conclusión las guerras y catástrofes son buenas para los mercados de materias primas.
- Los problemas con los límites -Privatización-: Al inicio de la civilización todo era comunitario, no existía propiedad privada, hasta que los señores feudales comenzaron a dividir la tierra y transformarla en propiedad privada. El proceso de privatización avanzó hasta el privatizar tierra, mar y cielo; pero se detuvo en algunos servicios esenciales como el de los bomberos una vez que se evidenció la poca ganancia que se podría obtener por eficiencia y los problemas sociales que su privatización conllevaría. Sin embargo se sigue en el proceso de privatización en servicios públicos como la salud y la educación muchas veces en manos del estado, y hay quien piensa que la solución de los problemas sería cuando todo tenga un dueño y unos intereses que proteger.
- La corporación en crecimiento -Los niños son consumidores-: Canciones como Cumpleaños feliz no podrían ser cantadas -no gratuitamente- si se aplican los derechos de autor de las mismas, por ello el documental solo pone las imágenes de niños cantándola en una fiesta de cumpleaños. Se muestra como empresas hacen estudios significativos para determinar la cantidad de veces que los niños motivan a sus padres a comprar productos para ellos. De esta forma desde niños son trabajados para que se sientan felices con satisfacer necesidades creadas, para ello se inculca al consumidor determinados valores llegando al punto de convertirlos en devotos de su marca -mediante patrocinios-.
- En las sombras de la corporación -La competencia-: Sin importar el cómo se logre las corporaciones tienen que vencer a su competencia, para cumplir el objetivo a veces se acude a prácticas de espionaje corporativo.
- La gestión de las percepciones -Las corporaciones como individuos que apoyan las comunidades-: Por medio de donaciones y colaboraciones las empresas cooperan con las autoridades para mejorar el entorno de las personas y haciendo que éstas tengan una visión positiva de ellas.
- La celebración -Las corporaciones no producen productos sino marcas-: Las marcas representan una imagen de la empresa y éstas deben ser publicitadas incluso tomando lugares públicos. Para esto la extensión de las empresas no son sus productos sino sus instalaciones -que llegan incluso a ser ciudades como Celebration (Florida)-.
- El triunfo del rollo publicitario -Marketing encubierto-: Así como en las películas se promocionan productos de forma encubierta, ésta se está tomando nuestras vidas, alrededor nuestro hay varios mensajes que nos atraen a comprar posteriormente un producto.
- El avance del frente -Patentes biológicas-: En un caso anecdótico General Electric pudo patentar una bacteria que consumía residuos químicos, esto dio paso para que cualquier ser vivo -menos un ser humano- pueda ser patentable si sus genes han sido modificados. Estas patentes aunque no aplican al ser humano, si lo hacen a sus genes es por ello que hay una carrera para identificar y aislar los genes útiles del genoma humano.
- Un anexo de verdades -Posilac-: Una hormona de crecimiento bovino fue desarrollado por Monsanto para que las vacas den más leche de nombre Posolac y usado en EE. UU. Luego en Canadá se determina -mediante estudios científicos- que dicha leche no puede ser consumida por seres humanos debido a riesgos para la salud, pero dicha conclusión fue eliminada del informe publicado oficialmente y se permitió su venta. Esta historia fue investigada por un grupo de periodistas de Fox News e iba a ser transmitida. Bajo amenazas de Monsanto a Fox News se solicitó a los periodistas que modificaran la historia con información falsa, lo que rechazaron por motivos éticos, luego se les ofreció el salario de todo el resto del año si aceptaban un acuerdo de confidencialidad y no se publicaba la investigación, lo que no firmaron. Para finalizar se les ofreció modificar la historia nuevamente -no con mentiras- minimizando las críticas realizando hasta 83 versiones, viendo que no tenía caso los despidieron sin ningún motivo. Fueron a tribunales y ganaron los periodistas, sentenciando recibir una compensación de más de medio millón de dólares. Posteriormente Fox News apeló con el respaldo de otras compañías y se anuló la sentencia inicial.

### Parte 3 -Indiferencia hacia la democracia y Activismo-
- Valoración -Tolerancia con gobierno opresivos-: Toda el agua de Cochabamba, Bolivia, estuvo en control de una corporación por orden del Banco Mundial que le ordenó privatizarla con el objetivo de poder refinanciar su deuda. El pueblo se levantó en la denominada guerra del agua y el gobierno que había firmado acuerdos usó a la policía para precautelar el orden -y los intereses de las transnacionales-. De esta manera las corporaciones han tenido una relación de tolerancia con aquellos regímenes que con el uso de la fuerza precautelaban sus intereses económicos invirtiendo en países como Alemania e Italia en la época del fascismo. De hecho sin máquinas fabricadas por IBM no hubiera sido tan masiva la exterminación judía.
- Dominación hostil -Despotismo-: Para las corporaciones muchos regímenes con despotismo ayudan a sus intereses. Es así que el Departamento del Tesoro de EE. UU. han identificado a varias corporaciones que mantienen relaciones con personajes considerados enemigos, como terroristas y dictaduras fascistas. Para ello contrataron a un general de la marina -el más condecorado-,Butler, para asegurar territorios extranjeros y poder llevar sus operaciones hacia ellos. El general cansado de ser un «ganster» del capitalismo reveló el complot que se tramaba para llevarlo a EE. UU. y presionar al presidente populista de EE. UU. de los años 30, Roosevelt, quien para superar la depresión pensaba crear empresas públicas e imponer mayores controles a las corporaciones. Entre las empresas conspiradoras estuvo: Goodyear. Pero no se requiere instaurar tales regímenes, porque las corporaciones han traspasado las fronteras y trabajan junto a los gobiernos y no bajo su control.
- Democracia S.A. -Responsabilidad social-: La medida de responsabilidad social de las corporaciones existe, pero para sus inversionistas, accionistas y la imagen pública que proyectan. Muchas veces las corporaciones escuchan a los manifestantes para convertirse en la corporación favorita, como una ventaja competitiva. Se critica que los presidentes de las empresas tomen decisiones que puedan afectar a la comunidad y se pone como alternativa que exista gobiernos que respondan a la población y decida esta clase de asuntos.
- Fisuras -Las corporaciones no son invencibles-: Si la gente se organiza puede generar cambios en las corporaciones, cambios importantes mas no su desaparición. Si se cambia el objetivo de las empresas del generar riquezas hacia el hacer productos sostenibles sería una forma de atacar el problema.